# Verkkosaaret (ö i Birkaland, Tammerfors, lat 61,36, long 24,17)
Verkkosaaret är en ö i Finland. Den ligger i sjön Roine och i kommunen Pälkäne i den ekonomiska regionen Tammerfors och landskapet Birkaland, i den södra delen av landet, 140 km norr om huvudstaden Helsingfors. Öns area är 2,4 hektar och dess största längd är 250 meter i sydväst-nordöstlig riktning.  Notera att namnet antyder att det är fråga om flera öar.